# Tragica notte (film)
Tragica notte è un film del 1942 diretto da Mario Soldati.

## Trama

Stefano viene aggredito dai banditi

Il giovane cacciatore di frodo Nanni, dopo aver scontato in carcere un periodo di reclusione per la sua attività, aggredisce il guardiacaccia Stefano, responsabile di averlo denunciato. Stefano, allora, insinua che la moglie di Nanni durante la sua assenza abbia avuto una relazione con il conte Paolo, proprietario della riserva di caccia. Nanni, accecato dalla gelosia, sembra cadere in un primo momento nella trappola, rendendosi però conto nel momento decisivo della perfidia di Stefano. Nel duello finale tra Nanni e Stefano, sarà quest'ultimo a soccombere, ma il conte Paolo, venuto a conoscenza dell'intrigo, dichiara di aver incidentalmente ucciso il proprio dipendente, in un incidente di caccia, assumendosene tutte le responsabilità.

## Produzione
Girato negli stabilimenti Scalera e tratto dal romanzo La trappola del 1928 di Delfino Cinelli, e tale è stato il titolo di lavorazione del film.
Sulla sceneggiatura tratta dal romanzo si accese una polemica, nelle pagine del settimanale "Film" (tra l'ottobre 1941 e il luglio 1942): Cinelli si duole dei mutamenti apportati al proprio racconto; Emilio Cecchi, in risposta all'accusa di aver travisato il romanzo di Eugenio Giovannetti, afferma che il suo copione era ben diverso da quello realizzato. L'intervento del regista Soldati probabilmente chiude la polemica: «Cecchi non ha nulla a che vedere con la sceneggiatura di Tragica notte, e soltanto per eccessiva bontà e amicizia verso di me ha acconsentito a mettere il suo nome sui titoli di testa del film. [...] L'altra sceneggiatura di Tragica notte, a cui collaborò effettivamente anche Cecchi, era più fedele al libro di quella girata, e probabilmente avrebbe dato risultati migliori. Ho sbagliato!».

## Distribuzione
Il film venne distribuito nel circuito cinematografico italiano dal 20 marzo del 1942.

## Critica
(Giuseppe De Santis in Cinema del 10 maggio 1942)
(Sandro De Feo in Il Messaggero del 24 aprile 1942)